# Gonçalo Ivo
Gonçalo Ivo, né le 15 août 1958 à Rio de Janeiro, est un artiste peintre et illustrateur brésilien.

## Biographie
Fils du poète Lêdo Ivo, il baigne dans un milieu intellectuel et culturel pendant son enfance. Il entre à l'Universidade Federal Fluminense en 1976, où il étudie l'architecture et l'urbanisme, tout en suivant des cours de dessin et de peinture au Museu de Arte Moderna do Rio de Janeiro.
Il peint des toiles non figuratives composées de formes colorés: petits carreaux rectangles, croix, motifs plus diffus.
Il vit à Paris depuis 2000.